# Kólár
Kólár (kannadsky ಕೋಲಾರ) je město v Karnátace, jednom z indických svazových států. K roku 2011 v něm žilo přes 138 tisíc obyvatel.

## Poloha
Kólár leží na jihovýchodě Karnátaky nedaleko hranice s Andhrapradéšem. Od Bengalúru, hlavního města Karnátaky, je vzdálen přibližně šedesát kilometrů východně. 

## Obyvatelstvo
Přibližně 51 % obyvatel vyznává hinduismus a přibližně 46 % vyznává islám. Přibližně 2 % vyznávají křesťanství, dále jsou jako menšinová náboženství výrazněji zastoupeny ještě džinismus a buddhismus.